# آبانوتوبانی
آبانوتوبانی (به لاتین: Abanotubani) یک منطقهٔ مسکونی در گرجستان است که در تفلیس واقع شده‌است.